# Kaapse kwikstaart
De Kaapse kwikstaart (Motacilla capensis) is een zangvogel uit de familie van de piepers en kwikstaarten.

## Verspreiding en leefgebied
Deze soort komt voor in Afrika bezuiden de Sahara en telt drie ondersoorten:
- Motacilla capensis simplicissima: Angola en noordoostelijk Namibië tot zuidoostelijk Congo-Kinshasa, Zambia en westelijk Zimbabwe.
- Motacilla capensis capensis: westelijk en zuidelijk Namibië tot zuidelijk Mozambique en Zuid-Afrika.
- Motacilla capensis wellsi: oostelijk Congo-Kinshasa en zuidwestelijk Oeganda tot centraal Kenia en noordwestelijk Tanzania.